# 八路军后方医院河窳旧址
八路军后方医院河窳旧址，位于中华人民共和国山西省晋中市榆社县河峪乡河窳村，已列为山西省文物保护单位。

## 保护
2021年8月4日，八路军后方医院河窳旧址由山西省人民政府公布为第六批山西省文物保护单位，编号6-293。